# Davalliaceae

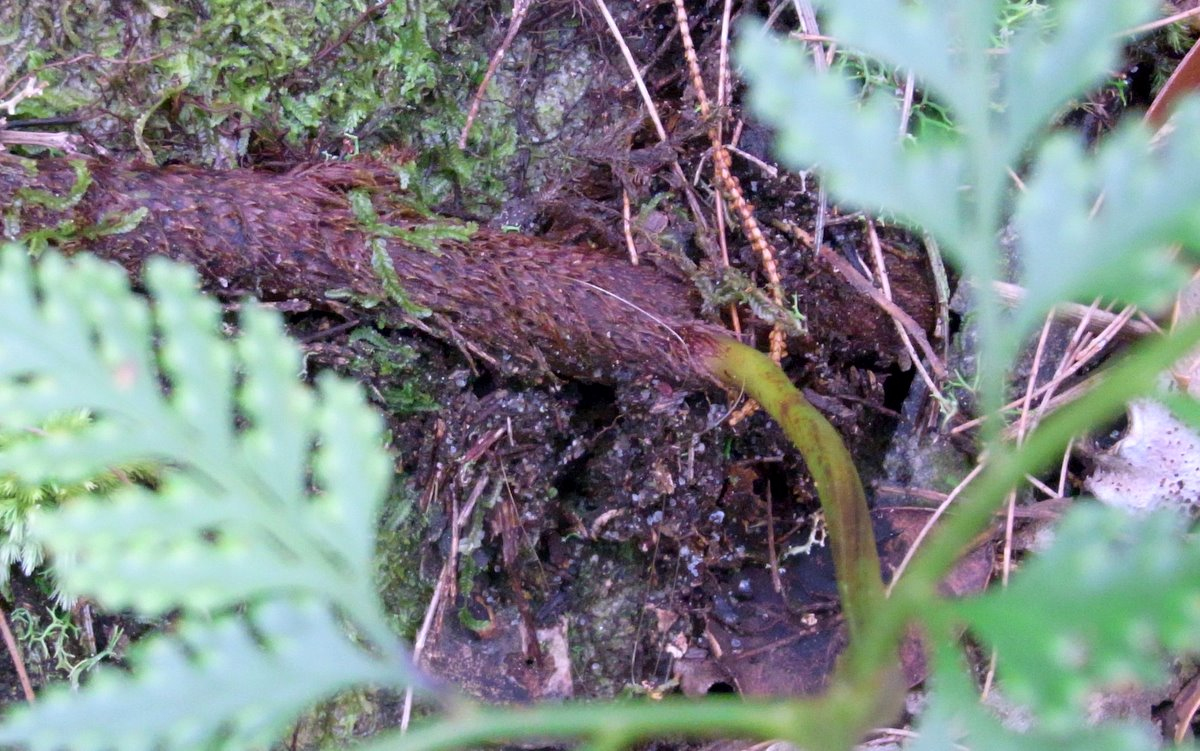
Davallia solida var. pyxidata sobre Sydney sandstone, Ku-ring-gai Chase National Park, Austrália.

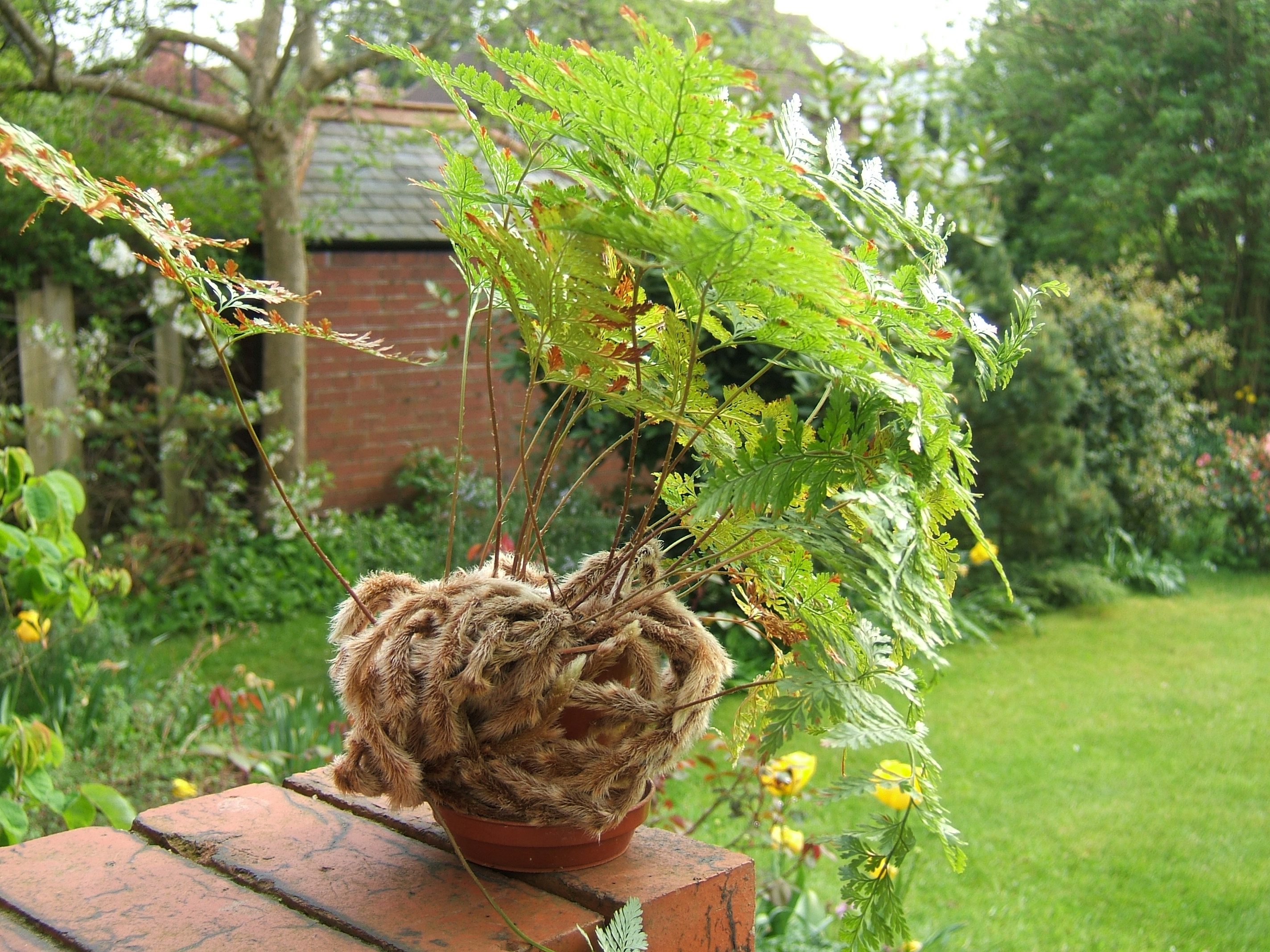
Davallia canariensis mostrando os rizomas,

Davalliaceae é uma família monotípica de pteridófitas da subordem Polypodiineae da ordem Polypodiales cujo único género é  Davallia, que agrupa cerca de 40 espécies. A classificação do Pteridophyte Phylogeny Group de 2016 (a PPG I), reconhece a família a sua circunscrição taxonómica, mas, alternativamente, a família pode ser colocada numa família Polypodiaceae definida de forma muito ampla  (Polypodiaceae sensu lato) como a subfamília Davallioideae. São maioritariamente espécies epífitas ou epipétricas.

## Descrição
A família constitui o grupo irmão da maior família de pteridófitas, a família Polypodiaceae, e partilha com aquela família alguns carácteres morfológicos e traços fenotípicos.

### Morfologia
As espécies são fetos epífitos, com frondes que nascem de longos rizomas aéreos que crescem sobre a casca espessa de árvores ou em fendas de rochas.
Os rizomas são dictiostélicos, dorsiventrais, densamente tricomatosos. As estipes são articuladas na base. Os filopódios são curtos. As nervuras são livres. Os esporângios são pedunculados, com 3 fileiras. O ânulo é vertical. Os esporos são monoletes.

### Distribuição e habitat
Davalliaceae é nativa das regiões tropicais e subtropicais das ilhas do Pacífico, Austrália, Ásia e África. As plantas são geralmente epífitas, por vezes litófitas ou terrestres.

## Taxonomia e filogenia
Os géneros Gymnogrammitis e Leucostegia foram outrora incluídos em Davalliaceae, mas sabe-se agora que pertencem a outra família. O género Gymnogrammitis forma um clado com o género Selliguea e outros da família Polypodiaceae. O género Leucostegia foi integrado na família Hypodematiaceae, que é comsposta pelo géneros Hypodematium e Leucostegia, e possivelmente por Didymochlaena.
Em 2008, um estudo de filogenia molecular das Davalliaceae mostrou que nenhum dos géneros poliespecíficos reconhecidos na altura era monofilético. Nesse mesmo ano, uma revisão global da família dividiu-a em cinco géneros. Um desses géneros, Araiostegiella, era uma nova descrição. O género Davallia foi dividido em duas secções, designadas por Davallia e Trogostolon. Com base em estudos de filogenia molecular, a classificação do Pteridophyte Phylogeny Group de 2016 (a PPG I) aceitou apenas um género na família, o género Davallia, colocando os outros géneros em sinonímia. O estudo no qual se baseia a circunscrição taxonómica do sistema PPG I divide o género em sete secções.
O seguinte cladograma para a subordem Polypodiineae (eupolipodes I), baseado no cladograma de consenso na classificação do Pteridophyte Phylogeny Group de 2016 (PPG I), mostra a provável relação filogenética entre Davalliaceae e as outras famílias do clado:
|  | Nephrolepidaceae |
|  |                  |
|  | Lomariopsidaceae |
|  |                  |

|  | Oleandraceae                                                   |
|  |                                                                |
|  | \| \| Davalliaceae \| \| \| \| \| \| Polypodiaceae \| \| \| \| |
|  |                                                                |
|  | Davalliaceae                                                   |
|  |                                                                |
|  | Polypodiaceae                                                  |
|  |                                                                |

|  | Davalliaceae  |
|  |               |
|  | Polypodiaceae |
|  |               |

|  | Oleandraceae                                                   |
|  |                                                                |
|  | \| \| Davalliaceae \| \| \| \| \| \| Polypodiaceae \| \| \| \| |
|  |                                                                |
|  | Davalliaceae                                                   |
|  |                                                                |
|  | Polypodiaceae                                                  |
|  |                                                                |

|  | Davalliaceae  |
|  |               |
|  | Polypodiaceae |
|  |               |

|  | Nephrolepidaceae |
|  |                  |
|  | Lomariopsidaceae |
|  |                  |

|  | Oleandraceae                                                   |
|  |                                                                |
|  | \| \| Davalliaceae \| \| \| \| \| \| Polypodiaceae \| \| \| \| |
|  |                                                                |
|  | Davalliaceae                                                   |
|  |                                                                |
|  | Polypodiaceae                                                  |
|  |                                                                |

|  | Davalliaceae  |
|  |               |
|  | Polypodiaceae |
|  |               |

|  | Oleandraceae                                                   |
|  |                                                                |
|  | \| \| Davalliaceae \| \| \| \| \| \| Polypodiaceae \| \| \| \| |
|  |                                                                |
|  | Davalliaceae                                                   |
|  |                                                                |
|  | Polypodiaceae                                                  |
|  |                                                                |

|  | Davalliaceae  |
|  |               |
|  | Polypodiaceae |
|  |               |

|  | Nephrolepidaceae |
|  |                  |
|  | Lomariopsidaceae |
|  |                  |

|  | Oleandraceae                                                   |
|  |                                                                |
|  | \| \| Davalliaceae \| \| \| \| \| \| Polypodiaceae \| \| \| \| |
|  |                                                                |
|  | Davalliaceae                                                   |
|  |                                                                |
|  | Polypodiaceae                                                  |
|  |                                                                |

|  | Davalliaceae  |
|  |               |
|  | Polypodiaceae |
|  |               |

|  | Oleandraceae                                                   |
|  |                                                                |
|  | \| \| Davalliaceae \| \| \| \| \| \| Polypodiaceae \| \| \| \| |
|  |                                                                |
|  | Davalliaceae                                                   |
|  |                                                                |
|  | Polypodiaceae                                                  |
|  |                                                                |

|  | Davalliaceae  |
|  |               |
|  | Polypodiaceae |
|  |               |

|  | Nephrolepidaceae |
|  |                  |
|  | Lomariopsidaceae |
|  |                  |

|  | Oleandraceae                                                   |
|  |                                                                |
|  | \| \| Davalliaceae \| \| \| \| \| \| Polypodiaceae \| \| \| \| |
|  |                                                                |
|  | Davalliaceae                                                   |
|  |                                                                |
|  | Polypodiaceae                                                  |
|  |                                                                |

|  | Davalliaceae  |
|  |               |
|  | Polypodiaceae |
|  |               |

|  | Oleandraceae                                                   |
|  |                                                                |
|  | \| \| Davalliaceae \| \| \| \| \| \| Polypodiaceae \| \| \| \| |
|  |                                                                |
|  | Davalliaceae                                                   |
|  |                                                                |
|  | Polypodiaceae                                                  |
|  |                                                                |

|  | Davalliaceae  |
|  |               |
|  | Polypodiaceae |
|  |               |

|  | Nephrolepidaceae |
|  |                  |
|  | Lomariopsidaceae |
|  |                  |

|  | Oleandraceae                                                   |
|  |                                                                |
|  | \| \| Davalliaceae \| \| \| \| \| \| Polypodiaceae \| \| \| \| |
|  |                                                                |
|  | Davalliaceae                                                   |
|  |                                                                |
|  | Polypodiaceae                                                  |
|  |                                                                |

|  | Davalliaceae  |
|  |               |
|  | Polypodiaceae |
|  |               |

|  | Oleandraceae                                                   |
|  |                                                                |
|  | \| \| Davalliaceae \| \| \| \| \| \| Polypodiaceae \| \| \| \| |
|  |                                                                |
|  | Davalliaceae                                                   |
|  |                                                                |
|  | Polypodiaceae                                                  |
|  |                                                                |

|  | Davalliaceae  |
|  |               |
|  | Polypodiaceae |
|  |               |

|  | Nephrolepidaceae |
|  |                  |
|  | Lomariopsidaceae |
|  |                  |

|  | Oleandraceae                                                   |
|  |                                                                |
|  | \| \| Davalliaceae \| \| \| \| \| \| Polypodiaceae \| \| \| \| |
|  |                                                                |
|  | Davalliaceae                                                   |
|  |                                                                |
|  | Polypodiaceae                                                  |
|  |                                                                |

|  | Davalliaceae  |
|  |               |
|  | Polypodiaceae |
|  |               |

|  | Oleandraceae                                                   |
|  |                                                                |
|  | \| \| Davalliaceae \| \| \| \| \| \| Polypodiaceae \| \| \| \| |
|  |                                                                |
|  | Davalliaceae                                                   |
|  |                                                                |
|  | Polypodiaceae                                                  |
|  |                                                                |

|  | Davalliaceae  |
|  |               |
|  | Polypodiaceae |
|  |               |

|  | Nephrolepidaceae |
|  |                  |
|  | Lomariopsidaceae |
|  |                  |

|  | Oleandraceae                                                   |
|  |                                                                |
|  | \| \| Davalliaceae \| \| \| \| \| \| Polypodiaceae \| \| \| \| |
|  |                                                                |
|  | Davalliaceae                                                   |
|  |                                                                |
|  | Polypodiaceae                                                  |
|  |                                                                |

|  | Davalliaceae  |
|  |               |
|  | Polypodiaceae |
|  |               |

|  | Oleandraceae                                                   |
|  |                                                                |
|  | \| \| Davalliaceae \| \| \| \| \| \| Polypodiaceae \| \| \| \| |
|  |                                                                |
|  | Davalliaceae                                                   |
|  |                                                                |
|  | Polypodiaceae                                                  |
|  |                                                                |

|  | Davalliaceae  |
|  |               |
|  | Polypodiaceae |
|  |               |

|  | Nephrolepidaceae |
|  |                  |
|  | Lomariopsidaceae |
|  |                  |

|  | Oleandraceae                                                   |
|  |                                                                |
|  | \| \| Davalliaceae \| \| \| \| \| \| Polypodiaceae \| \| \| \| |
|  |                                                                |
|  | Davalliaceae                                                   |
|  |                                                                |
|  | Polypodiaceae                                                  |
|  |                                                                |

|  | Davalliaceae  |
|  |               |
|  | Polypodiaceae |
|  |               |

|  | Oleandraceae                                                   |
|  |                                                                |
|  | \| \| Davalliaceae \| \| \| \| \| \| Polypodiaceae \| \| \| \| |
|  |                                                                |
|  | Davalliaceae                                                   |
|  |                                                                |
|  | Polypodiaceae                                                  |
|  |                                                                |

|  | Davalliaceae  |
|  |               |
|  | Polypodiaceae |
|  |               |

|  | Nephrolepidaceae |
|  |                  |
|  | Lomariopsidaceae |
|  |                  |

|  | Oleandraceae                                                   |
|  |                                                                |
|  | \| \| Davalliaceae \| \| \| \| \| \| Polypodiaceae \| \| \| \| |
|  |                                                                |
|  | Davalliaceae                                                   |
|  |                                                                |
|  | Polypodiaceae                                                  |
|  |                                                                |

|  | Davalliaceae  |
|  |               |
|  | Polypodiaceae |
|  |               |

|  | Oleandraceae                                                   |
|  |                                                                |
|  | \| \| Davalliaceae \| \| \| \| \| \| Polypodiaceae \| \| \| \| |
|  |                                                                |
|  | Davalliaceae                                                   |
|  |                                                                |
|  | Polypodiaceae                                                  |
|  |                                                                |

|  | Davalliaceae  |
|  |               |
|  | Polypodiaceae |
|  |               |

|  | Nephrolepidaceae |
|  |                  |
|  | Lomariopsidaceae |
|  |                  |

|  | Oleandraceae                                                   |
|  |                                                                |
|  | \| \| Davalliaceae \| \| \| \| \| \| Polypodiaceae \| \| \| \| |
|  |                                                                |
|  | Davalliaceae                                                   |
|  |                                                                |
|  | Polypodiaceae                                                  |
|  |                                                                |

|  | Davalliaceae  |
|  |               |
|  | Polypodiaceae |
|  |               |

|  | Oleandraceae                                                   |
|  |                                                                |
|  | \| \| Davalliaceae \| \| \| \| \| \| Polypodiaceae \| \| \| \| |
|  |                                                                |
|  | Davalliaceae                                                   |
|  |                                                                |
|  | Polypodiaceae                                                  |
|  |                                                                |

|  | Davalliaceae  |
|  |               |
|  | Polypodiaceae |
|  |               |

|  | Nephrolepidaceae |
|  |                  |
|  | Lomariopsidaceae |
|  |                  |

|  | Oleandraceae                                                   |
|  |                                                                |
|  | \| \| Davalliaceae \| \| \| \| \| \| Polypodiaceae \| \| \| \| |
|  |                                                                |
|  | Davalliaceae                                                   |
|  |                                                                |
|  | Polypodiaceae                                                  |
|  |                                                                |

|  | Davalliaceae  |
|  |               |
|  | Polypodiaceae |
|  |               |

|  | Oleandraceae                                                   |
|  |                                                                |
|  | \| \| Davalliaceae \| \| \| \| \| \| Polypodiaceae \| \| \| \| |
|  |                                                                |
|  | Davalliaceae                                                   |
|  |                                                                |
|  | Polypodiaceae                                                  |
|  |                                                                |

|  | Davalliaceae  |
|  |               |
|  | Polypodiaceae |
|  |               |

|  | Nephrolepidaceae |
|  |                  |
|  | Lomariopsidaceae |
|  |                  |

|  | Oleandraceae                                                   |
|  |                                                                |
|  | \| \| Davalliaceae \| \| \| \| \| \| Polypodiaceae \| \| \| \| |
|  |                                                                |
|  | Davalliaceae                                                   |
|  |                                                                |
|  | Polypodiaceae                                                  |
|  |                                                                |

|  | Davalliaceae  |
|  |               |
|  | Polypodiaceae |
|  |               |

|  | Oleandraceae                                                   |
|  |                                                                |
|  | \| \| Davalliaceae \| \| \| \| \| \| Polypodiaceae \| \| \| \| |
|  |                                                                |
|  | Davalliaceae                                                   |
|  |                                                                |
|  | Polypodiaceae                                                  |
|  |                                                                |

|  | Davalliaceae  |
|  |               |
|  | Polypodiaceae |
|  |               |

|  | Nephrolepidaceae |
|  |                  |
|  | Lomariopsidaceae |
|  |                  |

|  | Oleandraceae                                                   |
|  |                                                                |
|  | \| \| Davalliaceae \| \| \| \| \| \| Polypodiaceae \| \| \| \| |
|  |                                                                |
|  | Davalliaceae                                                   |
|  |                                                                |
|  | Polypodiaceae                                                  |
|  |                                                                |

|  | Davalliaceae  |
|  |               |
|  | Polypodiaceae |
|  |               |

|  | Oleandraceae                                                   |
|  |                                                                |
|  | \| \| Davalliaceae \| \| \| \| \| \| Polypodiaceae \| \| \| \| |
|  |                                                                |
|  | Davalliaceae                                                   |
|  |                                                                |
|  | Polypodiaceae                                                  |
|  |                                                                |

|  | Davalliaceae  |
|  |               |
|  | Polypodiaceae |
|  |               |

|  | Nephrolepidaceae |
|  |                  |
|  | Lomariopsidaceae |
|  |                  |

|  | Oleandraceae                                                   |
|  |                                                                |
|  | \| \| Davalliaceae \| \| \| \| \| \| Polypodiaceae \| \| \| \| |
|  |                                                                |
|  | Davalliaceae                                                   |
|  |                                                                |
|  | Polypodiaceae                                                  |
|  |                                                                |

|  | Davalliaceae  |
|  |               |
|  | Polypodiaceae |
|  |               |

|  | Oleandraceae                                                   |
|  |                                                                |
|  | \| \| Davalliaceae \| \| \| \| \| \| Polypodiaceae \| \| \| \| |
|  |                                                                |
|  | Davalliaceae                                                   |
|  |                                                                |
|  | Polypodiaceae                                                  |
|  |                                                                |

|  | Davalliaceae  |
|  |               |
|  | Polypodiaceae |
|  |               |

|  | Nephrolepidaceae |
|  |                  |
|  | Lomariopsidaceae |
|  |                  |

|  | Oleandraceae                                                   |
|  |                                                                |
|  | \| \| Davalliaceae \| \| \| \| \| \| Polypodiaceae \| \| \| \| |
|  |                                                                |
|  | Davalliaceae                                                   |
|  |                                                                |
|  | Polypodiaceae                                                  |
|  |                                                                |

|  | Davalliaceae  |
|  |               |
|  | Polypodiaceae |
|  |               |

|  | Oleandraceae                                                   |
|  |                                                                |
|  | \| \| Davalliaceae \| \| \| \| \| \| Polypodiaceae \| \| \| \| |
|  |                                                                |
|  | Davalliaceae                                                   |
|  |                                                                |
|  | Polypodiaceae                                                  |
|  |                                                                |

|  | Davalliaceae  |
|  |               |
|  | Polypodiaceae |
|  |               |

|  | Nephrolepidaceae |
|  |                  |
|  | Lomariopsidaceae |
|  |                  |

|  | Oleandraceae                                                   |
|  |                                                                |
|  | \| \| Davalliaceae \| \| \| \| \| \| Polypodiaceae \| \| \| \| |
|  |                                                                |
|  | Davalliaceae                                                   |
|  |                                                                |
|  | Polypodiaceae                                                  |
|  |                                                                |

|  | Davalliaceae  |
|  |               |
|  | Polypodiaceae |
|  |               |

|  | Oleandraceae                                                   |
|  |                                                                |
|  | \| \| Davalliaceae \| \| \| \| \| \| Polypodiaceae \| \| \| \| |
|  |                                                                |
|  | Davalliaceae                                                   |
|  |                                                                |
|  | Polypodiaceae                                                  |
|  |                                                                |

|  | Davalliaceae  |
|  |               |
|  | Polypodiaceae |
|  |               |

### Espécies selecionadas
Muitas das espécies de Davallia são estreitamente relacionadas e difíceis de distinguir umas das outras. Em 1990, uma revisão da taxonomia das Davalliaceae estimou o número de espécies em 110. Um artigo científico de 2008 reconheceu apenas 63 espécies validamente descritas. Uma nova espécie, Davallia napoensis foi descrita em 2011. A classificação do Pteridophyte Phylogeny Group de 2016 (PPG I) sugere a existência de cerca de 65 espécies. Entre essas espécies contam-se as seguintes:
- Davallia bullata - Japão, China e Ásia tropical.
- Davallia canariensis - Macaronésia, Península Ibérica e Marrocos.
- Davallia denticulata - África, Índia, China, Malésia, Indonésia, Polinésia, Austrália
- Davallia divaricata (sin.: Davallia polyantha) - Ásia tropical.
- Davallia embolostegia
- Davallia fejeensis Hook (sin.: Davallia fijiensis) - ilhas Fiji e Austrália.
- Davallia mariesii – Ásia tropical e Malásia
- Davallia pectinata
- Davallia repens
- Davallia solida - Malásia, Polinésia e Queensland.
  - Davallia solida var. pyxidata - New South Wales
  - Davallia solida var. fejeensis (Hook.) Noot. - endemismo de Fiji
- Davallia tasmanii -  nativa de Three Kings Islands.
- Davallia trichomanoides (sin.: Davallia dissecta) - Malásia.

## Etnobotânca
Muitas espécies de Davallia são usadas em jardinagem ou planta de interior, com Davallia tyermanii, Davallia fejeensis e Davallia solida sendo as mais conhecidas. Está disponível uma chave de identificação para as espécies cultivadas de Davallia. As espécies D. polypodiaceae, D. canariensis e D. trichomanoides são cultivadas como planta ornamental. A espécie D. fejeensis é a espécie de Davallia mais comum no comércio e a D. canariensis é amplamente cultivada como planta de interior.
As plantas têm rizomas peludos que cobrem a superfície da mistura de envasamento e que aí se enraízam. As frondes são de forma triangular e têm cerca de 40 cm de comprimento por 30 cm de largura.  As plantas apresentam três ou quatro frondes que se subdividem em muitas pínulas.  As Davallia são frequentemente utilizadas em cestos suspensos porque os rizomas se dividem em secções e a superfície é coberta rapidamente. Ao contrário de outros fetos, os Davallia toleram baixos níveis de humidade.